# Französische Traditionsnamen für militärische Einrichtungen in Deutschland

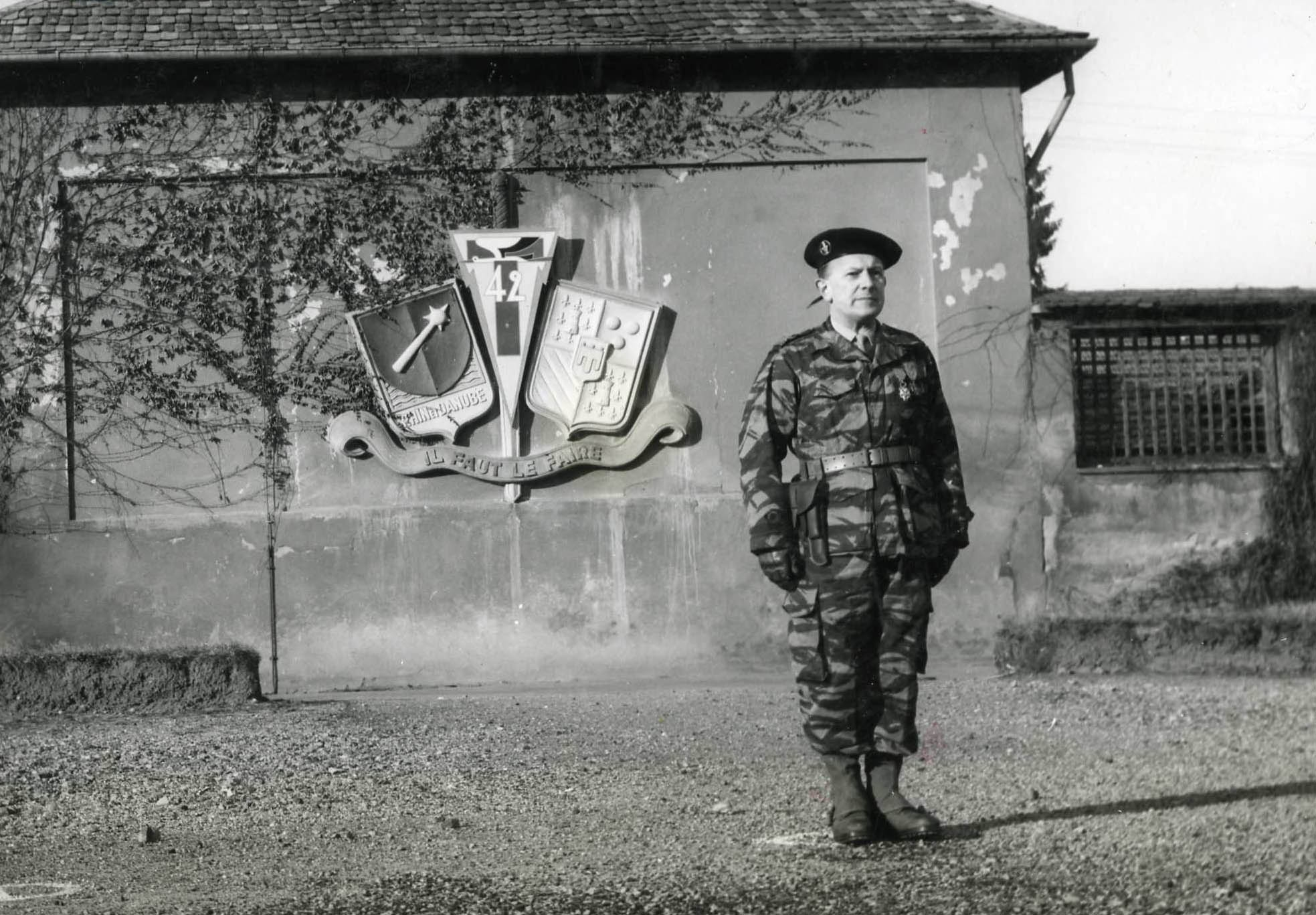
Quartier Turenne in Achern mit Wappen der 1^{re} Armée, 42^{e} RT, Stadt Achern

 Französische Traditionsnamen für militärische Einrichtungen in Deutschland beschreibt die in der Zeit der Besatzung Deutschlands sowie während des Kalten Krieges von den Streitkräften Frankreichs vergebenen Namen für die von ihnen beschlagnahmten militärischen Liegenschaften, die in aller Regel zuvor von der deutschen Wehrmacht genutzt und zumeist auch erbaut worden waren.
Von den insgesamt 135 militärischen Liegenschaften mit einem Traditionsnamen trugen 57 einen historischen Namen (Französische Geschichte 39, Napoleonische Kriege 5, Koloniales Erbe 13), 18 entfielen auf Namensgeber aus der Zeit des Ersten Weltkriegs, 25 auf Namensgeber aus der Zeit des Zweiten Weltkriegs. 118 Liegenschaften waren nach Personen benannt, ganz überwiegend Soldaten. Im Unterschied zur Praxis der Vereinigten Staaten von Amerika mit einem hohen Anteil von Namensgebern aus der Gruppe der Unteroffiziere und Mannschaften, dominieren bei den französischen Namen die Marschälle (26) und Generale (44). Kein einziger französischer Unteroffizier oder Mannschaftsdienstgrad erhielt diese Ehre. Einige Namensgeber sind mehrfach vertreten: 20 der 26 berücksichtigten Marschälle entfielen auf nur vier Personen: die Sieger des Ersten Weltkriegs Ferdinand Foch (6) und Joseph Joffre (4) sowie aus der Zeit des Sonnenkönigs die Marschälle Turenne (5) und Vauban (5). Nach dem Begründer der französischen Herrschaft in Marokko, Général Hubert Lyautey, wurden vier Kasernen benannt, nach dem Gründer der Armée d’Afrique und späteren Oberbefehlshaber im besetzten Rheinland, Général Charles Mangin, drei. Auch die französische Nationalheldin Jeanne d’Arc wurde drei Mal in Kasernennamen geehrt.

## Französische Literatur (1)
- 1. Base Saint-Exupéry, Achern

Antoine de Saint-Exupéry (1900–1944), Schriftsteller, Autor des „Petit Prince“, Kriegsfreiwilliger im Zweiten Weltkrieg als Pilot, verschollen vor Marseille am 31. Juli 1944.

## Französische Musik (1)
- 2. Quartier Chopin, Landau

Frédéric Chopin (1810–1849), polnischer Komponist, der nach der Julirevolution von 1830 nach Paris emigriert war.

## Französische Geschichte (39)
- 3. Quartier Barbier, Friedrichshafen

Général de brigade Jean François Barbier (1754–1828), Soldat des Premier Empire, beteiligt an allen Kampagnen in Deutschland 1792–1800, 1802 unter General Bernadotte in der Armée de Hanovre, 1805 Krieg gegen Preußen, 1814 in den Ruhestand versetzt, den er in seiner „chère ville de Strasbourg“ verbrachte.
- 4. Quartier Jean Bart, Freiburg

Jean Bart (1650–1702), der „corsaire dunkerquois“, berühmt für seine Einsätze im Dienste des Königs Louis XIV, insbesondere im Holländischen Krieg 1672 bis 1678.
- 5. Quartier Berthezène, Kehl
- 6. Quartier Berthezène, Koblenz

Général de division Pierre Berthezène (1775–1847), Soldat des Premier Empire, sein Name ist am Arc de Triomphe de l’Etoile eingraviert.
- 7. Quartier Bertin, Kehl

Général de brigade Nicolas Bertin (1752–1816), Soldat des Premier Empire.
- 8. Quartier Canrobert, Rastatt

Maréchal François Certain de Canrobert (1809–1895), Soldat des Second Empire, beteiligt an den Schlachten an der Alma, von Magenta, Solferino und St. Privat.
- 9. Quartier Carnot, Rastatt

Général de division Lazare Nicolas Marguerite Carnot (1753–1823), Soldat der Revolutionskriege, erhielt nach der Convention nationale den Ehrennamen „L’organisateur de la victoire“ und „Le grand Carnot“. Er war der Großvater des Präsidenten der Republik Sadi Carnot.
- 10. Quartier Cartier, Renchen

Jacques Cartier (1491–1557), Seefahrer und Begründer von Neufrankreich in Nordamerika.
- 11. Quartier Dejean, Koblenz

Général de division Jean-François-Aimé Dejean (1749–1824), Militär-Ingenieur, Soldat der Revolutionszeit, Minister von Kaiser Napoléon Ier.
- 12. Quartier Durand de Villers, Friedrichshafen

Général de division Jean Durand de Villers (1814–1886), Soldat des Second Empire, besonders im Krimkrieg bei der Schlacht an der Alma und der Belagerung von Sewastopol beteiligt, bei der Belagerung von Metz 1870 in Gefangenschaft geraten, Kommandant der École polytechnique 1873–1876.
- 13. Quartier Ferrié, Koblenz

Général Gustave-Auguste Ferrié (1868–1932), Pionier des Fernmeldewesens, Chef der Inspection des télégraphies militaires 1918.
- 14. Quartier Galliffet, Weingarten

Général Gaston de Galliffet, prince de Martignes (1830–1909), Kriegsminister in der Regierung Pierre Waldeck-Rousseau 1899–1900 während der Dreyfus-Affäre.
- 15. Quartier Hoche, Kaiserslautern
- 16. Quartier Général Hoche, Koblenz

Général Lazare Hoche (1768–1797), Soldat der Revolutionszeit, Kriegsschauplatz Elsass und Pfalz 1793 mit einer Niederlage bei Kaiserslautern und einem anschließenden Sieg bei Landau, Befehlshaber der Armée de Sambre-et-Meuse 1797.
- 17. Quartier Jeanne d’Arc, Idar-Oberstein
- 18. Quartier Jeanne d’Arc, Koblenz
- 19. Quartier Jeanne d’Arc, Landau

Jeanne d’Arc (1412–1431), französische Nationalheldin, Heerführerin und Heilige der katholischen Kirche, die den Dauphin Charles während der Belagerung von Orléans 1428 bewog, den Kampf gegen die Engländer wieder aufzunehmen und zum siegreichen Ende zu führen, schließlich verraten und in Rouen auf dem Scheiterhaufen verbrannt.
- 20. Quartier Kléber, Landau

Général Jean-Baptiste Kléber (9. März 1753 bis 14. Juni 1800), Soldat der Revolutionskriege aus Straßburg, ausgezeichnet bei der Belagerung von Mainz (1793) und der Schlacht bei Fleurus (1794), während der Kampagne in Ägypten ermordet.
- 21. Quartier Lahorie, Offenburg

Général Victor-Claude-Alexandre Fanneau de Lahorie (1766–1812), Soldat des Premier Empire, Generalstabschef in der Armée du Rhin 1799 unter Général Jean-Victor Moreau, 1800 Stadtkommandant von Straßburg.
- 22. Quartier Général Lasalle, Fritzlar

Général Antoine Charles Louis Lasalle (1775–1809), Soldat der Revolutionskriege, in der Schlacht bei Wagram am 6. Juli 1809 gefallen.
- 23. Quartier Mansard, Offenburg

Jules Hardouin-Mansart oder Mansard (1646–1708), „Premier architecte du Roi“ unter König Louis XIV., Architekt von Teilen des Palastes in Versailles und des Invalidendoms in Paris.
- 24. Quartier Marceau, Koblenz
- 25. Quartier Marceau, Landstuhl

Général François Séverin Marceau (1769–1796), Soldat der Revolutionskriege, gefallen am 21. September 1796 während des Feldzugs im Rheinland bei Altenkirchen.
- 26. Quartier Mellinet, Wittlich

Général Émile Mellinet (1798–1894), Offizier in Algerien, im Krimkrieg und 1870 im Krieg gegen Preußen-Deutschland.
- 27. Quartier Ménard, Lahr

Général Jean François Xavier de Ménard (1765–1831), Soldat des Premier Empire.
- 28. Quartier Moncey, Horb

Maréchal Bon-Adrien-Jeannot de Moncey (1754–1842), Soldat des Premier Empire, in der Grande Armée unter dem Namen „Fabius“ bekannt, Inspecteur de la Gendarmerie 1801, Gouverneur des Invalides 1833–1836.
- 29. Quartier Pennanec'h, Offenburg

Mazurié de Pennanec'h (1732–1811), Vertreter der Stadt Morlaix in den Ständen der Bretagne, Vertreter in den Generalständen von 1789, der den Schwur im Saal des Jeu de Paume leistete.
- 30. Quartier Turenne, Achern
- 31. Quartier Turenne, Müllheim
- 32. Quartier Turenne, Neustadt an der Weinstraße
- 33. Quartier Turenne, Renchen
- 34. Caserne Turenne, Zweibrücken

Maréchal Henri de la Tour d’Auvergne, vicomte de Turenne (1611–1675), Maréchal général des camps et armées du Roi unter Könige Louis XIII und Louis XIV, gefallen am 27. Juli 1675 bei Sasbach in der Ortenau.
- 35. Quartier Vaquette de Gribeauval, Freiburg

Maréchal de camp Jean-Baptiste Vaquette de Gribeauval (1715–1789), Reformer der französischen Artillerie, um die Erfolge der Armeen der Revolution und Napoleons zu ermöglichen.
- 36. Quartier Vauban, Breisach
- 37. Quartier Vauban, Freiburg
- 38. Quartier Vauban, Fritzlar
- 39. Quartier Vauban, Konstanz
- 40. Quartier Vauban, Radolfzell

Maréchal de France Sébastien Le Prestre, marquis de Vauban (1633–1707), Festungsbaumeister des Königs Louis XIV, Erbauer der Festung Breisach.
- 41. Quartier Zimmer, Tübingen

Général de division Émile Zimmer (1851–1925), Laufbahn im militärischen Nachrichtendienst, insbesondere während der Affairen Schnaebele und Dreyfus.

## Napoleonische Kriege (5)
- 42. Quartier Moscou, Saarburg

Moskau, russische Stadt, am 14. September 1812 von Napoleons Grande Armée besetzt, nach dem Brand der Stadt im November 1812 fluchtartig geräumt.
- 43. Quartier Napoléon, Berlin
- 44. Quartier Bonaparte, Konstanz

Général Napoléon Bonaparte, Premier Consul, Empereur Napoléon Ier (1769–1821), Soldat der Revolutionskriege, Schöpfer des Premier Empire, Beherrscher Europas.
- 45. Quartier Maréchal Ney, Saarlouis

Maréchal Michel Ney, duc d’Elchingen, prince de la Moskowa (1769 in Saarlouis bis 1815), Soldat der Revolutionskriege und des Premier Empire, gehörte zur „Première promotion des maréchaux“ Napoleons 1804, von Napoleon „Brave des braves“ genannt.
- 46. Quartier Wagram, Offenburg

Schlacht von Wagram am 5. und 6. Juli 1809, bei der Napoleon die Armee der fünften Koalition unter Erzherzog Karl entscheidend geschlagen hatte.

## Koloniales Erbe (13)
- 47. Quartier Aumale, Reutlingen

Lieutenant-général Henri d’Orléans, duc d’Aumale (1822–1897), fünfter Sohn von König Louis-Philippe I., als Offizier an der Eroberung Algeriens 1840–1844 beteiligt.
- 48. Quartier Faidherbe, Bergzabern

Général Louis Faidherbe (1818–1889), Gouverneur im Senegal und Gründer des Hafens Dakar. Sein Widerstand an der Spitze der Armée du Nord ersparte den beiden Départements Nord und Pas-de-Calais die deutsche Besatzung 1870.
- 49. Quartier d’Isly, Pirmasens

Schlacht von Isly in Algerien am 14. August 1844, für die Maréchal Thomas Robert Bugeaud de la Piconnerie der Titel eines duc d’Isly verliehen worden war.
- 50. Quartier Lyautey, Donaueschingen
- 51. Quartier Lyautey, Speyer
- 52. Quartier Lyautey, Tübingen
- 53. Quartier Lyautey, Villingen

Général de division Hubert Lyautey (1854–1934), Offizier der Kolonialkriege, Général résident im Protektorat Marokko 1912–1914, Kriegsminister während des Ersten Weltkrieges.
- 54. Quartier Mangin, Landau
- 55. Quartier Mangin, Mainz
- 56. Quartier Mangin, Villingen

Général de division Charles Mangin (1866–1925), Offizier der Kolonialkriege, Teilnehmer der Mission Congo-Nil unter Capitaine Jean-Baptiste Marchand 1898–1900, Gründer der Armée d’Afrique, Oberbefehlshaber während der Rheinlandbesetzung 1918.
- 57. Quartier La Manouba, Reutlingen

La Manouba, Stadt und Palast in Tunesien.
- 58. Quartier Négrier, Bühl

Général François de Négrier (1788–1848), Soldat des Premier Empire, beteiligt an der Eroberung Algeriens.
- 59. Quartier Normand, Speyer

Général de brigade Frédéric Henri Le Normand de Lourmel (1811–1854), an der Eroberung Algeriens beteiligt, Einsätze in der Kabylei, im Krimkrieg in der Schlacht bei Inkerman am 5. November 1854 tödlich verwundet.

## Erster Weltkrieg (18)
- 60. Quartier Castelnau, Trier

Général Noël Édouard, vicomte de Curières de Castelnau (1851–1944), Befehlshaber der IIe Armée und Generalstabschef von Maréchal Joffre im Ersten Weltkrieg.
- 61. Quartier Driant, Konstanz

Colonel Émile Driant (1855–1916), Schriftsteller unter dem Pseudonym Danrit, Abgeordneter von Nancy, Kriegsfreiwilliger des Ersten Weltkrieges, bei Verdun gefallen am 22. Dezember 1916. In Paris erinnert die rue du Colonel-Driant im 1er Arrondissement an ihn.
- 62. Quartier Estienne, Baden-Baden

Sous-Lieutenant Eugène Estienne (1889–1914), 153e RI (régiment d’infanterie), am 20. August 1914 bei Morhange gefallen.
- 63. Quartier Maréchal Foch, Bad Kreuznach
- 64. Cité Foch, Berlin
- 65. Quartier Foch, Donaueschingen
- 66. Quartier Foch, Landau
- 67. Quartier Foch, Wittlich
- 68. Quartier Foch, Worms

Maréchal de France Ferdinand Foch (1851–1929), Kommandierender General 20e Corps d’Armée 1914, nach der Schlacht an der Marne (1914) Befehlshaber IXe Armée, 1918 Généralissime und Unterzeichner der deutschen Kapitulationsakte am 11. November 1918 in Compiègne.
- 69. Cité Joffre, Berlin
- 70. Quartier Joffre, Offenburg
- 71. Quartier Joffre, Pforzheim
- 72. Quartier Joffre, Rastatt

Maréchal de France Joseph Joffre (1852–1931), Sieger der Schlacht an der Marne 1914 und Architekt des alliierten Sieges im Ersten Weltkrieg.
- 73. Quartier Général de Maud'huy, Tübingen

Général Louis Ernest de Maud’huy (1857–1921), hochdekorierter Offizier des Ersten Weltkrieges, nach Kriegsende Kommandant der Festung Metz.
- 74. Quartier Montalègre, Offenburg

Commandant Montalègre, Kommandeur des 27e bataillon de chasseurs, während der Besetzung Oberschlesiens 1921 ermordet.
- 75. Quartier Général Pagezy, Karlsruhe

Général Jules Pagezy (1876–1939), Artillerieoffizier im Ersten Weltkrieg.
- 76. Quartier Verdun, Kaiserslautern
- 77. Quartier Verdun, Langenargen

Schlacht von Verdun im Ersten Weltkrieg vom 21. Februar bis 19. Dezember 1916, die blutigste und opferreichste Schlacht aller Zeiten.

## Zweiter Weltkrieg (25)
- 78. Quartier Billotte, Lahnstein

Général Gaston Billotte (1875 bis 1940). einer der 13 Generale die während der Kämpfe im Mai und Juni 1940 gefallen waren.
- 79. Quartier Burnol, Pforzheim

Colonel Étienne Burnol, Kommandeur des 2e RSA (régiment de spahis algériens), der bei der Schlacht an der Horgne bei Sedan am 15. Mai 1940 gefallen war.
- 80. Quartier Casablanca, Trier

Stadt Casablanca in Marokko, strategischer Seehafen während des Zweiten Weltkriegs und Tagungsort der Casablanca-Konferenz vom 14. bis 24. Januar 1943.
- 81. Quartier Castelforte, Trier

Stadt Castelforte in der italienischen Region Latium, Ort heftiger Kämpfe der Jahre 1943–1944 an der Gustav-Linie.
- 82. Base Chaudessole, Freiburg

Colonel Chaudessole, Kommandeur der 4e DCR (division cuirassé) als Nachfolger von Général Charles de Gaulle ab 6. Juni 1940.
- 83. Quartier Clappier, Idar-Oberstein

Commandant Georges Clappier, Chef d’escadron 67e RAA (régiment d’artillerie algérien) / 3e DIA (division d’infanterie d’Afrique), am 8. Februar 1944 am Rio Secco in Italien gefallen.
- 84. Quartier Desazars de Montgailhard, Tübingen

Colonel Desazars de Montgailhard, Kommandeur des 2e RH (régiment d‘hussards), der am 7. Dezember 1942 einen berühmt gewordenen Tagesbefehl aus Tarbes erlassen hatte, in dem er zum Ungehorsam gegen Maréchal Philippe Pétain auffordert.
- 85. Quartier Finat-Duclos, Trier

Commandant Finat-Duclos, Kommandeur 3e bataillon/ 7e RTA (régiment de tirailleurs algériens), beteiligt an der Befreiung von Marseille am 22. August 1944.
- 86. Quartier de Gaulle, Diez
- 87. Quartier de Gaulle, Germersheim

Général Charles de Gaulle (1890–1970), Oberbefehlshaber der Forces françaises libres während des Zweiten Weltkrieges, Gründer der V. Republik, Staatspräsident 1959–1969.
- 88. Quartier Maréchal de Lattre de Tassigny, Baden-Baden
- 89. Quartier de Lattre de Tassigny, Saarburg

Maréchal Jean de Lattre de Tassigny (1889–1952), Oberbefehlshaber der 1re Armée Rhin et Danube im Zweiten Weltkrieg.
- 90. Quartier Martin, Speyer

Général de corps d’armée Henry Martin (1888–1984), Offizier in Französisch-Nordafrika 1940–1943, Befreiung von Korsika 1943.
- 91. Quartier Merzeau, Rastatt

Capitaine Michel Merzeau, 101e RG (régiment de génie), am 6. April 1944 bei Venafro in Italien gefallen.
- 92. Quartier Monraisse, Linx

Commandant Hubert Monraisse, Kommandant du Groupe de chasse 1/5, bei Haslach im Schwarzwald am 8. Oktober 1944 an der Spitze der 1re escadre de chasse abgestürzt.
- 93. Quartier Belvédère, Trier

Belvédère, Kriegsschauplatz während der Schlacht um Monte Cassino in Italien 1943–1944.
- 94. Quartier de Reboul, Stetten am kalten Markt

Commandant Henri Louis de Reboul (1896–1945), 404e RADCA (régiment d’artillerie de défense contre aéronefs), während eines Bombenangriffs am 4. Februar 1945 im Gefangenenlager Nienburg in Deutschland getötet.
- 95. Quartier Colonel Roux, Achern
- 96. Quartier Roux, Kaiserslautern

Colonel Jacques Roux (1891–1944), Kommandeur 4e RTT (régiment de tirailleurs tunisiens), gefallen bei Monte Cassino in Italien am 27. Januar 1944.
- 97. Pavillon Sevez, Freiburg

Général François Sevez (1891–1948), Teilnehmer auf dem Kriegsschauplatz Italien und bei der Invasion in der Provence, im Oktober 1945 als Nachfolger von Général Joseph de Goislard de Monsabert Oberbefehlshaber der französischen Truppen in Deutschland.
- 98. Quartier Turgis de Colbert, Donaueschingen

Lieutenant-colonel Louis-Alphonse Turgis de Colbert (1900–1944).
- 99. Quartier de Vernejoul, Reutlingen

Général Henri de Vernejoul (1889–1969), Kommandeur der 5e DB (division blindée) während der Feldzüge bei der Befreiung Frankreichs 1944 und im Elsass.
- 100. Quartier Vialleton, Landau in der Pfalz

Lieutenant-Colonel Claude Vialleton, Kommandeur des 3e BM (bataillon médical), gefallen im Februar 1944 bei Acquafondata in Italien.
- 101. Quartier Welvert, St. Wendel
- 102. Quartier Welvert, Villingen

Général Welvert, Kommandeur der 1re DCR (division cuirassée) 1940.

## Résistance (2)
- 103. Quartier Basset, Koblenz

Chef de bataillon Raymond Basset (1908–1984), Mitglied der Forces françaises libres in der Résistance, Compagnon de la Libération, nach dem Krieg ziviler Berufsweg.
- 104. Quartier Voisin, Kehl

Michel Voisin (1920–1945), Held der Résistance, der den Weg der 2e DB (division blindée) bei der Befreiung von Paris freimachte, am 9. Juni 1944 nach Buchenwald deportiert, am 7. Juni 1945 an Erschöpfung verstorben.

## Algerienkrieg (1)
- 105. Quartier Feuvrier, Trier

Général de corps aérien Charles Feuvrier († 1997), Chef der Sécurité Militaire, Vorkämpfer gegen die Geheimorganisation OAS während des und nach dem Algerienkrieg.

## Politiker (1)
- 106. Quartier Robert Schuman, Müllheim

Robert Schuman (1886–1963), französischer Außenminister und Vorkämpfer der europäischen Einigung, Verfasser des Schuman-Plans der Montanunion der sechs europäischen Gründerstaaten.

## Französische Provinzen und Städte (6)
- 107. Cité Bretagne, Baden-Baden

Bretagne, westfranzösische Provinz, 1532 dem Königreich Frankreich eingegliedert, bestehend aus den Départements Côtes-d’Armor, Finistère, Ille-et-Vilaine, Morbihan und (umstritten) Loire-Atlantique.
- 108 Quartier Dinard, Worms

Dinard, Kurort in der Region Bretagne.
- 109. Cité Normandie, Baden-Baden

Normandie, nordfranzösische Provinz, 1204 dem Königreich Frankreich eingegliedert, bestehend aus den Départements Calvados, Eure, Manche, Orne und Seine-Maritime.
- 110. Cité Paris, Baden-Baden

Paris, Hauptstadt Frankreichs und Sitz der Regierung sowie Standort aller wichtigen militärischen Kommandobehörden.
- 111. Quartier Péronne, Lindau

Stadt Péronne in der Region Picardie, leidgeprüfte und in drei Kriegen (1870, 1917, 1940) von Deutschen zerstörte Stadt.
- 112. Cité Thiérache, Baden-Baden

Thiérache, nordfranzösische Provinz im Grenzgebiet zu Belgien, bestehend aus Teilen der Départements Aisne, Ardennes und Nord.

## Sanitätsdienst (5)
- 113. Hôpital Militaire André Curtillat, Koblenz
- 114. Hôpital Militaire André Genet, Trier

Capitaine André Genet (1914–1945), Militärarzt in der 3e DBLE (Demi-Brigade de la Légion étrangère), Compagnon de la Libération, Kriegsschauplätze Bir Hakeim, Tunesien und Italien, am 23. Januar 1945 bei Illhaeusern im Elsass schwer verwundet und wenig später seinen Verletzungen erlegen.
- 115. Hôpital Militaire Alain Limouzin, Freiburg

Alain Limouzin, Militärarzt, im Zweiten Weltkrieg gefallen.
- 116. Cité Pasteur, Berlin

Louis Pasteur (1822–1895), Pionier der Mikrobiologie, der das moderne Impfwesen begründet hat.
- 117. Hôpital Militaire Francis Picaud, Bühl

## Luftfahrt (1)
- 118. Cité Guynemer, Berlin

Capitaine Georges Guynemer (1894–1917), berühmter Pilot des Ersten Weltkrieges mit 54 Luftsiegen, Angehöriger der „Escadrille des Cigognes“, am 11. September 1917 bei Poelkapelle in Belgien abgeschossen.

## Regimentstradition (5)
- 119. Quartier Chanteau, Kehl

Quartier Chanteau in Orléans, Standort des 28e RT (régiment de transmission).
- 120. Quartier Dorance, Lachen-Speyerdorf

Capitaine Dorance, ehemaliger Kompaniechef 2e escadron/ 11e RC (régiment de cuirassiers).
- 121. Quartier Eblé, Koblenz

Général de division Charles Eblé (1799–1870), Kommandant der École polytechnique 1854–1860, Inspecteur général de l’Artillerie 1862–1864.
- 122. Quartier Colonel Edon, Lachen-Speyerdorf

Colonel Edon, ehemaliger Kommandeur des 11e RCA (régiment de chasseurs d’Afrique).
- 123. Dépôt Puységur, Rastatt

Régiment de Puységur, das sich im Spanischen Erbfolgekrieg auf dem Oberrheinischen Kriegsschauplatz, insbesondere der Schlacht von Speyer 1703, ausgezeichnet hatte.

## Schutzpatrone (2)
- 124. Quartier Saint-Christophe, Freiburg

Der heilige Christophorus gilt als Schutzpatron der Kraftfahrer.
- 125. Quartier Saint-Gabriel, Freiburg

Erzengel Gabriel gilt als Schutzpatron der Fernmeldetruppen.

## Sonstige Namen (10)
- 126. Quartier Bertard, Trier
- 127. Fort Famo, Rastatt
- 128. Quartier Le Trouadec, Oberkirch
- 129. Quartier Marguerite, Ravensburg
- 130. Quartier Maujean, Konstanz
- 131. Quartier Niel, Langenargen
- 132. Quartier Père, Rastatt
- 133. Quartier Pradère, Teningen
- 134. Quartier Ribeaupray, Speyer
- 135. Quartier Valat, Achern